# Багатоцентровий хімічний зв’язок

Багатоцентровий хімічний зв'язок

Багатоцентровий зв'язок (рос. многоцентровая связь, англ. multicenter bond) — тип хімічного зв'язку, для опису якого необхідно включення більш, ніж двох атомних центрів. Найчастіше зустрічається в сполуках В. Однак в певних випадках наявність багатоцентрових зв'язків припускається і в сполуках п'ятикоординованого атома С та інших атомів.